# Auguste Adib Pacha

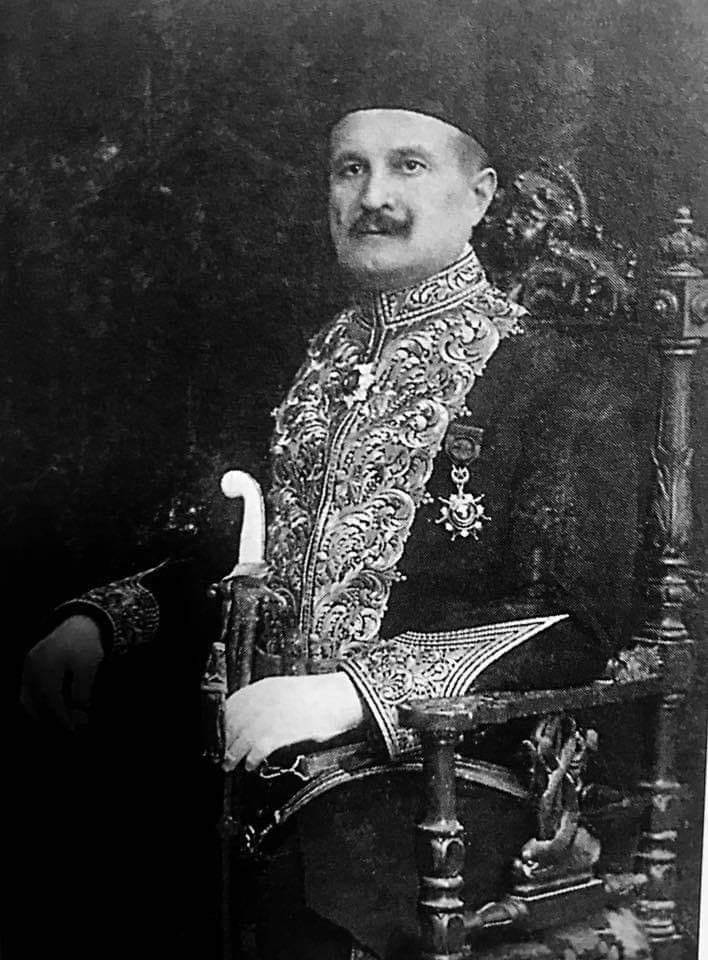
Auguste Pascha

Auguste Adib Pacha (arabisch أوغست أديب باشا, * 1859 in Dair el-Qamar, damals Osmanisches Reich, heute Libanon; † 12. Juli 1936 in Paris, Frankreich) war ein Politiker, der zwischen 1926 und 1932 zweimal Ministerpräsident des Libanon war.

## Leben
Auguste Adib wurde in eine maronitische Familie im Libanongebirge hineingeboren. Er studierte zuerst an der Jesuitenschule von Deir Mar Maroun in Ghazir, dann an ihrer Nachfolgeschule, der Université Saint-Joseph in Beirut. Im Jahr 1885 wanderte er nach Ägypten aus und arbeitete dort in der lokalen Verwaltung.
Er gehörte zu den Gründungsvätern der Alliance libanaise (arab. Hizb al-Itihad al-Lubnani), welche Auslandslibanesen 1908 in Kairo gründeten. Diese Partei verlangte – wie andere arabische Vereinigungen im Osmanischen Reich – die Unabhängigkeit der arabischen Gebiete vom Osmanischen Reich. Gleichzeitig vertrat sie die Idee zur Schaffung eines christlich dominierten Staates Grand-Liban (Groß-Libanon), da die christlichen Libanesen ja eigentlich Nachkommen der Phönizier und keine Araber seien. Mit dieser Meinung entfernten sich Adib und seine Mitstreiter von den panarabischen Ideen anderer Unabhängigkeitsbefürworter unter den Arabern des Nahen Ostens.
Nach der Loslösung der arabisch besiedelten Gebiete im Nahen Osten vom Osmanischen Reich nach dem Ersten Weltkrieg kehrte er 1920 nach jahrzehntelangem Aufenthalt in Ägypten in den Libanon zurück. Die französischen Kolonialherren teilten 1926 das bisherige Mandatsgebiet Syrien auf und der Staat Libanon entstand. Erster Präsident wurde Charles Debbas und Auguste Adib am 31. Mai 1926 erster Regierungschef des Mandatsgebiets Libanon. Im Dezember 1926 reiste Adib nach Paris, um an einer Konferenz über die Lösung der Schuldenfrage des Osmanischen Reichs teilzunehmen. Die beiden starken Männer im Libanon, Émile Eddé und Béchara El-Khoury, lieferten sich in seiner Abwesenheit einen Machtkampf um seine Nachfolge. Diesem Druck war Adib nicht gewachsen und er trat am 5. Mai 1927 zurück. Adib war aber weiter politisch aktiv und wurde am 25. März 1930 nochmals Regierungschef. Dieses Mal bis zum 9. März 1932. Adib weist eine Anzahl bekannter Verwandter auf. Der Bekannteste ist Camille Chamoun (Staatspräsident des Libanon), der sein Neffe war.

## Weiteres
Eine der politischen Gruppierungen, die später Adibs Idee von der Nicht-Zugehörigkeit der Libanesen zur arabischen Nation aufrechterhielten, waren die Wächter der Zedern.